# Skirsnemunė
Skirsnemunė (pol. Skirstymoń) – wieś na Litwie, w zachodniej części kraju, w okręgu tauroskim, w rejonie jurborskim.
Według danych ze spisu powszechnego w 2001 roku we wsi mieszkało 905 osób. Według danych z 2011 roku wieś była zamieszkiwana przez 772 osoby – 416 kobiet i 356 mężczyzn.